# 凯瑟琳·科姆利
凯瑟琳·科姆利（英語：Kathleen Comley，？—），英国女子射箭运动员。她曾代表英国参加1960年夏季残疾人奥林匹克运动会射箭比赛，获得一枚银牌和一枚铜牌。